# بانک پارسیان
بانک پارسیان، دومین بانک خصوصی  ایرانی، شرکت خدمات مالی و بانکداری ایرانی است، که با در اختیار داشتن شبکه‌ای از ۳۴۱ شعبه و ۱۵ باجه بانکداری در سراسر ایران، به عنوان یکی از بانک‌های خصوصی ایران شناخته می‌شود. بانک پارسیان در سال ۱۳۸۰ به‌عنوان دومین بانک خصوصی ایرانی، فعالیت خود را آغاز نمود.
این بانک در سال مالی ۱۳۹۱ درآمدی معادل ۱۰ میلیارد و ۱۰۰ میلیون تومان جدید (۱۰۱ هزار میلیارد ریال) کسب کرد و در رتبه هشتم از بزرگ‌ترین شرکت‌های ایران قرار گرفت. بانک پارسیان هم‌اکنون پس از بانک ملی ایران، بانک ملت و بانک مسکن، چهارمین بانک بزرگ ایران بر پایه میزان درآمد سالیانه، به‌شمار می‌آید. آخرین سرمایه ثبت شده این بانک ۱۵۶٫۳۴۰٫۰۰۰٫۰۰۰(سهم هزارریالی) معادل ۱۵۶٫۳۴۰٫۰۰۰٫۰۰۰٫۰۰۰ریال اعلام شده‌ است.

## تاریخچه
بانک پارسیان به صورت شرکت سهامی عام و با مالکیت اشخاص غیردولتی و به استناد قانون اجازه تأسیس بانک‌های غیردولتی مصوب فروردین ماه ۱۳۷۹، ماده(۹۸) قانون برنامه سوم توسعه اقتصادی، اجتماعی و فرهنگی جمهوری اسلامی ایران و ضوابط تأسیس بانک غیردولتی مصوب نهصد و چهل و هشتمین جلسه مورخ ۱۳۷۹/۰۹/۲۰ شورای پول و اعتبار تأسیس یافته و در چارچوب قانون پولی و بانکی کشور مصوب سال ۱۳۵۱، قانون عملیات بانکی بدون ربا، قانون تجارت و مقررات اساسنامه بانک، در مرداد ۱۳۸۰، نسبت به انجام پذیره نویسی سهام و تشکیل مجمع مؤسس اقدام نمود و پس از انجام تشریفات و ثبت رسمی بانک به شماره ۱۷۸۰۲۸ در تاریخ ۱۳۸۰/۰۶/۱۵ در اداره ثبت شرکتها و مؤسسات غیر تجاری تهران، به موجب نامه شماره ۲۳۴۸/هـ - مورخ ۲۶ شهریور ماه ۱۳۸۰ مجوز آغاز فعالیت را از بانک مرکزی جمهوری اسلامی ایران دریافت نمود. بدین ترتیب ارائه خدمات بانک پارسیان از اسفند ماه ۱۳۸۰ آغاز گردید.

## لوگوی بانک
لوگوی بانک پارسیان، برگرفته از گل لوتوس یا نیلوفر آبی می‌باشد. دلیل استفاده از گل نیلوفر در لوگوی بانک پارسیان طبق سایت رسمی بانک پارسیان، اهمیت آن در ایران باستان بوده‌است.
نیلوفر آبی در کرمانشاه و در سرآب نیلوفر می‌روید و در اغلب کشورهای آسیایی نیز به عنوان نمادی همگانی مطرح گردیده‌است و در کشورهای تایلند، هندوستان، یونان باستان و مصر نمادی محترم بوده‌است. گل نیلوفر آبی ریشه در خاک و ساقه در آب دارد و تاج آن به طرف خورشید است. این گل نماد مذهب بوده، همچون نماد پاکی و تهذیب نفس. پیام آن برای جهانیان دعوت برای رسیدن به نور، زندگی، صلح و دوستی و تابش این نور بر جهانیان است.
نماد نیلوفر آبی بیانگر نمادهای مختلفی است که مشترک با عقاید سایر ملل جهان نیز هست. باروری، کامیابی، قدرت حاصلخیزی زمین، حمایت از هر موجود زنده، صلح جهانی، زیبائی، تندرستی، مظهر عشق، ریاضت و عبادت از نیلوفر آبی قابل برداشت است. لوتوس مظهر روشنایی نیز هست، در نتیجه حاصل قدرتهای خلاق آتش، خورشید و ماه است و به عنوان محصول خورشید و آبها نیز شناخته شده‌است.

## آمار و ارقام
بانک پارسیان، دومین بانک خصوصی ایران است، که در سال ۱۳۸۰ فعالیت خود را آغاز کرده‌است. این بانک در حال حاضر با در اختیار داشتن ۴۵٪ درصد از کل منابع بانک‌های خصوصی و سهم ۴۲٪ درصدی از کل تسهیلات اعطایی توسط بانک‌های خصوصی، عنوان بزرگ‌ترین بانک خصوصی ایران را از آن خود کرده‌است.
آخرین سرمایه ثبت شده بانک 15،634میلیارد تومان است. بانک پارسیان در سال ۱۳۸۸ توسط سازمان مدیریت صنعتی ایران، به عنوان بانک نمونه کشور، انتخاب شد. این بانک در سال ۱۳۸۹ به عنوان برترین بانک ایران شناخته شد.

## برند بانک
برند بانک پارسیان در سال ۱۳۹۲ در دهمین جشنواره ملی قهرمانان صنعت ایران به عنوان یکی از ۱۰۰ برند برتر ایران شناخته شد.

## شفافیت مالی و پولشویی
بانک پارسیان در راستای شفافیت مالی از سال ۹۴ شروع به انتشار آنلاین صورت‌های مالی خود در وبگاه رسمی کرد.
فعالیت‌های مجرمانه مانند تجارت مواد مخدر، تجارت انسان، فحشا، قاچاق مهاجران، تجارت اعضای بدن انسان، تجارت اسلحه گرم و قاچاق کالا سودهای کلانی را خلق کرده و افزایش تقاضا برای پولشویی را به دنبال داشته‌است. اساس مبارزه با پولشویی، جلوگیری از سودمندی مجرمین است و شامل پیشگیری از به‌کارگیری مجدد عواید حاصل از فعالیت‌های مجرمانه می‌باشد. بانک پارسیان همگام با سایر بانکهای کشور، درصدد مقابله با این پدیده مذموم برآمده است؛ و در این راستا همزمان با سایر فعالیتهای مربوط و به منظور ارتقاء سطح آگاهی کلیه مشتریان اقدام به اختصاص بخشی از پایگاه اطلاع‌رسانی خود به این موضوع نموده‌است.

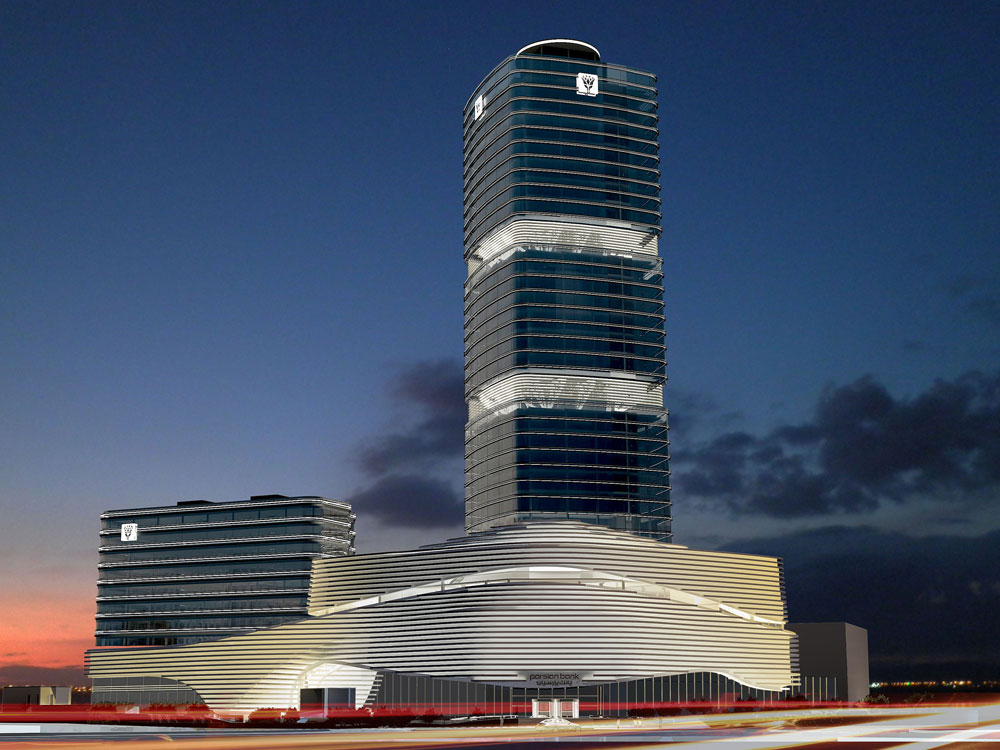
ساختمان مرکزی بانک پارسیان (برج زرافشان)

بانک پارسیان در هیچ‌یک از صورتهای مالی خود جزئیات مربوط به تسهیلات و تعهدات اشخاص مرتبط در مدت ۱۱ سالی که در بازار سرمایه فعالیت می‌کند را منتشر نکرده.

## چهارسوق مالی بانک پارسیان
چهارسوق مالی پارسیان (سوپر مارکت مالی) جهت تسهیل در ارائه خدمات به مشتریان شکل‌گرفته و در کنار خدمات متنوع بانکی، امکان استفاده از خدمات متنوع مالی از قبیل بیمه، لیزینگ، کارگزاری بورس، مشاوره سرمایه‌گذاری، تأمین مالی، مدیریت دارایی، خدمات تجارت الکترونیک و… را برای مشتریان با هزینه کمتر و سرعت بیشتر فراهم آورده‌است.
اولین سوپر مارکت مالی در ایران توسط بانک پارسیان پیاده‌سازی گردید. حضور نمایندگان شرکت‌های بیمه و تجارت الکترونیک پارسیان از بدو تشکیل این شرکت‌ها در شعب بانک، اولین اقدام در این راستا تلقی می‌شود. بانک پارسیان در حال حاضر با ارائه خدمات سایر شرکت‌های گروه ضمن تکمیل زنجیره ارزش، «چهارسوق مالی پارسیان» را شکل داده‌است.

### شعب بین‌الملی
با توجه به لزوم توسعه بانکداری منطقه ای و بستر سازی برای گسترش مناسبات تجاری و بازرگانی و افزایش گسترش روابط پولی و بانکی با کشورهای همسایه از جمله عراق، گسترش مبادلات بازرگانی در منطقه، راه اندازی شعب بانک در کشورها برای ارایه خدمات مطلوب در دستور کار بانک پارسیان قرار گرفت تا اینکه پس از اخذ مجوزهای لازم شعبه بغداد بانک پارسیان از تاریخ ۲۰۱۰/۰۳/۰۳رسماً شروع بکار نمود.
گروه مالی پارسیان :
1. گروه صنایع فولاد صبح پارسیان
2. لیزینگ پارسیان
3. خدمات مشاور خرد پیروز
4. کارگزاری پارسیان
5. تأمین اندیش پارس
6. خدمات بیمه امین پارسیان
7. تأمین سرمایه لوتوس پارسیان
8. پالایش پارسیان سپهر
9. صرافی پارسیان
10. بیمه پارسیان
11. شرکت بیمه اتکائی آوای پارس
12. صندوق قرض الحسنه بانک پارسیان
13. سرمایه‌گذاری آتیه پارسیس پارس

گروه داده پردازی پارسیان :
1. شرکت تجارت الکترونیک پارسیان (تاپ)
2. شرکت تأمین خدمات کاربردی کاسپین
3. شرکت تجارت الکترونیک پارسیان کیش
4. شرکت پارسیان همراه لوتوس
5. شرکت آتی شهر هوشمند ایرانیان
6. شرکت تابان آتی پرداز
7. شرکت پویا تجارت سیمرغ کیش
8. شرکت توسعه سریع نوآوری ستارگان

### گروه صبا تأمین پارسیان
1. آتیه پارسیس کیش
2. توسعه گردشگری صبا
3. توسعه معادن و صنایع معدنی پارسیان
4. معین پارسیان پارس

### شرکت سرمایه‌گذاری پارسیان
1. پارسیس کانی
2. توسعه ساختمانی پارسیان
3. گسترش ساختمانی لوتوس پارسیان
4. پارس فولاد سبزوار
5. اپال پارسیان سنگان
6. اپال فولاد شرق پارسیان
7. شرکت فرآوری معدنی اپال کانی پارس
8. شرکت تعاونی مسکن کارکنان هلدینگ سرمایه‌گذاری پارسیان

## خدمات

### سپرده‌های ریالی
قرض الحسنه جاری
سرمایه‌گذاری کوتاه مدت
سرمایه‌گذاری بلند مدت ۱ ساله

### خدمات و تسهیلات ریالی
پرداخت قسط تعاونی اعتبار ثامن
تعمیر و بازسازی مسکن
ساخت پروژه‌های ساختمانی
خرید کالای مصرفی
تأمین سرمایه واحدهای بازرگانی
تأمین سرمایه واحدهای تولیدی
خرید محل کار
تسهیلات بازسازی محل کار

### سپرده‌های ارزی
حساب قرض الحسنه
پس‌انداز
حساب قرض الحسنه جاری
حساب سپرده
سرمایه‌گذاری مدت دار
خدمات و تسهیلات ارزی نرخ خرید و فروش ارز
خدمات آنلاین
امکان افتتاح حساب آنلاین از طریق اپلیکیشن همراه بانک پارسیان فراهم شده‌ است.